# Astghadzor
Astghadzor là một đô thị thuộc tỉnh Gegharkunik, Armenia. Dân số ước tính năm 2011 là 4308 người.